# Дедушка моей мечты (фильм)
«Дедушка моей мечты» — российская гротескная семейная комедия Александра Стриженова, снятая в 2014 году. Премьера фильма в России состоялась 16 июля 2015 года. Фильм создан по мотивам рассказа Леонида Якубовича «Дедушка». 

## Сюжет
Михаил Белкин — сын выдающегося советского авиаконструктора и сам авиаконструктор, но посредственный. Он живёт с женой Машей — детским врачом — в доставшемся от отца двухэтажном особняке в центре Москвы.
После дружеского застолья в доме Белкиных появляется незнакомый старик. Кто он и откуда, старик объяснить не может, так как не способен говорить членораздельно. А хозяева не решаются старика выгнать.
Затем выясняется, что когда старик ест манную кашу, в жизни Белкиных происходят неожиданные события, улучшающие их благосостояние.

## В ролях
- Николай Добрынин — Михаил Белкин / победитель «Поля чудес» по телевизору
- Екатерина Стриженова — Маша Белкина
- Леонид Якубович — дедушка / ведущий «Поля чудес» по телевизору (камео)
- Анна Ардова — Туся, соседка Белкиных
- Иван Кокорин — участковый
- Виталий Хаев — майор ФСБ
- Даулет Абдыгапаров — водитель лимузина
- Александр Добровинский — Фишман, риэлтор

## Награды
- Фестиваль «Улыбнись, Россия!», 2014 — Главный приз «За самый добрый, самый веселый и самый мудрый фильм»[2].
- Фестиваль «Улыбнись, Россия!», 2014 — Приз за лучшую мужскую роль (Леонид Якубович)[2].

## Факты
- Леонид Якубович, снявшийся в одной из центральных ролей, является также соавтором сценария[3] и одним из продюсеров[3] фильма.
- В эпизодах фильма появляются дети Леонида Якубовича.